# 卡捷琳尼夫卡 (瓦西里基夫卡市鎮)
48°16′54″N 35°50′35″E / 48.28167°N 35.84306°E
卡捷琳尼夫卡（烏克蘭語：Катеринівка），是烏克蘭中部第聶伯羅彼得羅夫斯克州錫內利尼科韋區瓦西里基夫卡市镇内的村落。距離巴巴科韋和科洛諾-尼古拉伊夫卡2公里，2001年人口430。